# Rastlinski opad
Rastlinski opad je mešanica odmrlih listov, sadežev, semen, vej, lubja in drugih organskih ostankov na tleh rastlinskega sestoja. Količina in sestava opada se spreminjata glede na letni čas in sta v različnih sestojih različna.
V opadu poteka intenziven proces razgradnje organskih snovi. Poseljujejo ga mnogi organizmi, udeleženi v tem procesu (na primer glive, bakterije, pršice, termiti idr.) in spremljajoča skupnost. Nerazgradljiv del opada imenujemo humus. Mineralne snovi v njem lahko izkoristijo rastline za svojo rast.